# Pseudanthias cooperi
Pseudanthias cooperi là một loài cá biển thuộc chi Pseudanthias trong họ Cá mú. Loài này được mô tả lần đầu tiên vào năm 1902.

## Từ nguyên
Từ định danh cooperi được đặt theo tên của Clive Forster Cooper (1880 – 1947), một thành viên torng nhóm thám hiểm đến các đảo Maldives và Lakshadweep năm 1900, chuyến đi mà loài cá này được phát hiện.

## Phạm vi phân bố và môi trường sống
P. cooperi được phân bố rộng rãi ở khu vực Ấn Độ Dương - Thái Bình Dương, từ Đông Phi và Maldives trải dài về phía đông đến quần đảo Line và đảo Rarotonga (quần đảo Cook), ngược lên phía bắc đến Nhật Bản, xa về phía nam đến Úc (gồm cả rạn san hô Great Barrier) và Nam Phi.
P. cooperi sống tập trung gần các rạn san hô, được tìm thấy ở độ sâu đến ít nhất là 100 m.

## Mô tả
Chiều dài cơ thể lớn nhất được ghi nhận ở P. cooperi là 14 cm.
Cá đực có màu đỏ nhạt, trắng hơn ở bụng với một vệt đỏ tươi đặc trưng ở hai bên thân. Vùng trắng từ mõm băng xuống dưới mắt, qua má đến gốc vây ngực. Vây bụng đỏ nhạt. Vây hậu môn màu vàng lục nhạt, viền xanh óng. Vây đuôi lõm sâu, màu đỏ tươi, các tia vây ở hai thùy vươn dài, viền xanh óng. Vây lưng đỏ sẫm, viền xanh óng. Cá cái màu đỏ cam ở lưng, ngả vàng hơn ở hai bên lườn, vùng dưới đầu trắng (không có vệt đỏ hai bên như cá đực). Vây đuôi đỏ, hai góc vây màu đỏ tươi.
Số gai ở vây lưng: 10; Số tia vây ở vây lưng: 15–17; Số gai ở vây hậu môn: 3; Số tia vây ở vây hậu môn: 7; Số gai ở vây bụng: 1; Số tia vây ở vây bụng: 5; Số tia vây ở vây ngực: 18–20; Số vảy đường bên: 45–52.

## Sinh thái học
Thức ăn của P. cooperi là động vật phù du. Chúng sống thành từng nhóm nhỏ.

## Thương mại
P. cooperi được đánh bắt trong ngành thương mại cá cảnh.